# Cochon Island
Cochon Island är en ö i territoriet Falklandsöarna (Storbritannien). Den ligger i den östra delen av ögruppen, 11 km norr om huvudstaden Stanley.